# Keath Fraser
Keath Fraser (* 25. Dezember 1944 in Vancouver, British Columbia) ist ein kanadischer Schriftsteller, der sowohl den zu den BC Book Prizes gehörenden Ethel Wilson Fiction Prize als auch den Books in Canada First Novel Award gewonnen hat.

## Leben
Der 1944 in Vancouver geborene Keath Fraser studierte zunächst an der University of British Columbia, wo er 1966 seinen BA und 1969 seinen MA erreichte. Danach lebte Fraser von 1970 bis 1973 in London, wo er an der University of London studierte und einen Ph.D. erlangte. Daraufhin unterrichtete er fünf Jahre lang Englisch in Calgary, Alberta, Kanada, als Privatdozent. Schließlich beendete er die akademische Lehrzeit, um sich ganz und gar dem Schreiben zu widmen.
Keath Fraser pflegte ausgedehnte Reisen durch Asien, Europa, Indien, Kambodscha und Australien zu unternehmen, was sich in seinen literarischen Werken manifestierte.  Fraser gab dementsprechend die beiden Bücher Bad Trips (1991) and Worst Journeys: The Picador Book of Travel (1992) heraus, gewissermaßen humorvolle Anthologien über die Erfahrungen verschiedener Autoren auf ihren Reisen durch fremde Länder. Seine Reiseerfahrungen haben einen eindeutigen Effekt auf sein Werk, da seine Romane und Erzählungen oft in seinen Reiseländern spielen.
So schrieb Bronwyn Drainie für Books in Canada, falls man wirklich in das Herz der Finsternis reisen wolle, solle man sich in Hände von Keath Fraser begeben, der dabei ein außergewöhnliches Talent besitzen würde. Sein dunkler, lebendiger und dabei differenzierender Schreibstil umfasst eine große Spannweite im Genre, der Schauplätze und Ausdrucksweisen. Dabei sei er eindeutig charakterisiert durch seine Liebe zu seiner Geburts- und Heimatstadt Vancouver, in der seit seiner Rückkehr aus London lebe. Über Vancouver schrieb er in Erzählungen wie The Life of a Tuxedo und Waiting. In beiden Geschichten beschrieb er die Lebensumstände von Fremden in Vancouver.
Keath Fraser leidet an Spasmodischer Dysphonie, einer Erkrankung jener Muskeln, die bei dem Prozess der Lautartikulation durch unwillkürliche Kontraktion das Sprechen negativ beeinflussen. Dadurch klingt seine Stimme steif und regelrecht gepresst. Fraser verfasste später seine Erinnerungen über den Kampf seine Stimme zu kontrollieren mit dem Titel The Voice Gallery.

## Werk
- Taking Cover. Oberon Press, 1982, ISBN 0-88750-455-8
- Two Keath Fraser novellas. In: Toronto Canadian Fiction Magazine 1984[5]
- Foreign Affairs. Stoddart, 1985, ISBN 0-7737-5042-8
- Bad Trips. (Hg.) Vintage, 1991, ISBN 0-394-22151-6
- Worst journeys : the Picador book of travel. Picador, London 1993, ISBN 0-330-32141-2
- Worst journeys. Bd. 2. Isis, Oxford 1994, ISBN 1-85695-225-8
- Popular Anatomy. Porcupine's Quill 1995, ISBN 0-88984-149-7
- Telling My Love Lies. (zus. mit anderen Autoren) Porcupine's Quill, 1996, ISBN 0-88984-179-9[6]
- Brian Moore, Keath Fraser: The luck of Ginger Coffey. McClelland & Stewart, Toronto 1996, ISBN 0-7710-9993-2
- As For Me and My Body: A Memoir of Sinclair Ross. ECW Press, 1997, ISBN 1-55022-310-0
- The Voice Gallery: Travels With a Glass Throat, non-fiction memoir, Thomas Allen, 2002, ISBN 0-88762-101-5
- 13 Ways of Listening to a Stranger. The Best Stories of Keath Fraser. (Kurzgeschichten), Thomas Allen, 2005, ISBN 0-88762-193-7

## Auszeichnungen und Nominierungen
- 1985: Shortlist, Governor General’s Award for Fiction für Foreign Affairs
- 1986: Ethel Wilson Fiction Prize für Foreign Affairs
- 1995: Books in Canada First Novel Award für Popular Anatomy
- 2003: Shortlist, Hubert Evans Non-Fiction Prize